# Ferenc Sziklai
Ferenc Sziklai (* 28. Januar 1914; † 30. November 1989) war ein ungarischer Fußballtorwart. Er spielte einmal für die Nationalmannschaft.

## Karriere

### Verein
Sziklai spielte in der Saison 1939/40 für den amtierenden ungarischen Meister Újpest FC, mit dem er am Saisonende als Drittplatzierter die Meisterschaft abschloss. Mit seinem Verein nahm er zudem am ersten internationalen Wettbewerb für Vereinsmannschaften teil. Die in Hin- und Rückspiel ausgetragenen Finalspiele um den Mitropapokal endeten 1939 mit 4:1 und 2:2 gegen Ferencváros Budapest.  

### Nationalmannschaft
Sziklai absolvierte ein Länderspiel für die ungarische Nationalmannschaft; die am 27. August 1939 in Warschau ausgetragene Begegnung mit der polnischen Nationalmannschaft endete mit einer 2:4-Niederlage, bei der Ernst Willimowski drei Tore erzielte.

## Erfolge
- Mitropapokal-Sieger 1939